# Susana Feitor
Susana Paula de Jesus Feitor, portugalska atletinja, * 28. januar 1975, Alcobertas, Portugalska.
Nastopila je na poletnih olimpijskih igrah v letih 1992, 1996, 2000, 2004 in 2008, najboljšo uvrstitev je dosegla leta 1996 s trinajstim mestom v hitri hoji na 10 km, leta 2000 je bila v hitri hoji na 20 km štirinajsta. Na svetovnih prvenstvih je osvojila bronasto medaljo leta 2005 v hitri hoji na 20 km, na evropskih prvenstvih pa prav tako bronasto medaljo leta 1998 v hitri hoji na 10 km.